# 12e régiment de cuirassiers

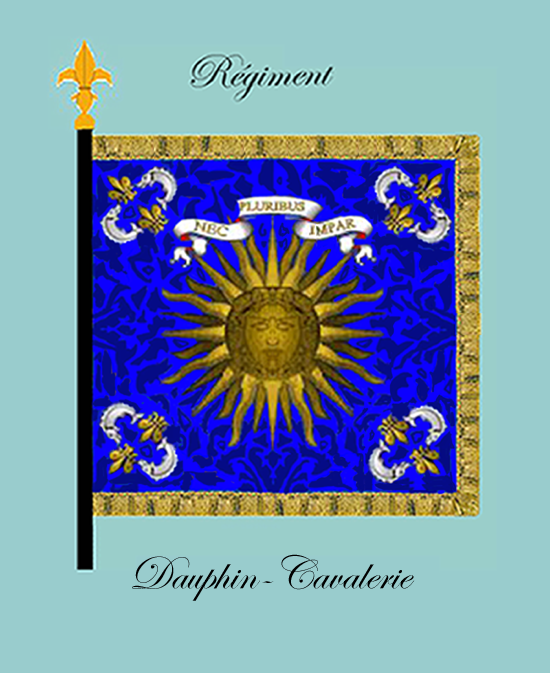
Standarte des Regiments Dauphin-cavalerie

Das Régiment Dauphin-Cavalerie (jetzt 12e régiment de cuirassiers – 12. Kürassierregiment) war ursprünglich ein Kavallerieverband und ist heute ein gepanzertes Regiment der französischen Armee. Errichtet wurde es zur Zeit des Ancien Régime mit Befehl vom 24. März 1688 – während des Pfälzischen Erbfolgekrieges – und erhielt die Regiments-Stammnummer „19e régiment de cavalerie“ zugewiesen.
Als Kürassierregiment gehörte es zur schweren Reiterei.
Es zeichnete sich während der Kriege der französischen Könige, der Revolutionskriege und während des Premier Empire in der Schlacht bei Austerlitz, der Schlacht bei Jena und Auerstedt und der Schlacht bei Borodino aus; ebenso während des Ersten und Zweiten Weltkrieges.
Nach dem Ende des Zweiten Weltkrieges wurde es 1946 als Besatzungstruppe in Tübingen in der Thiepval-Kaserne stationiert. Im Jahre 1968 zog es nach Müllheim (Baden) um, um dann 1991 nach Frankreich zurückzukehren. Garnison wurde Olivet. 1994 wurde das Regiment mit dem 6. Kürassierregiment zusammengelegt und bildete das „6e-12e régiment de cuirassiers“. 2009 löste man die Escadrons des ehemaligen 6. Kürassierregiments heraus und stellte den Status des 12. Kürassierregiments wieder her. Die Hauptbewaffnung besteht aus 60 Kampfpanzern Leclerc.
2015 gehörte es als „12e régiment de cuirassiers“ zur „2e brigade blindée“ (2. Gepanzerte Brigade). Bis zur Wiederaufstellung des 5e régiment de cuirassiers 2017 war es das letzte Regiment der französischen Armee, das die Bezeichnung „cuirassiers“ im Namen führt.

Aktuelle Standarte des Regiments mit den ehrenvollen Erwähnungen

Kaserne ist das „Quartier Valmy“.

## Werdegang
Mestre de camp des Regiments war immer der Dauphin als Thronfolger von Frankreich, der das Kommando jedoch nicht selbst ausübte, sondern das einem Mestre de camp en second (oder Mestre de camp-lieutenant) überließ.
Erster de facto Kommandeur als Mestre de camp en second des Regiments und mit dessen Aufstellung beauftragt wurde Noel de la Baume le blanc, Marquis la Vallière, der bereits Kommandeur der Chevaux-legèrs Kompanie des Dauphin gewesen war. Die Aufstellung erfolgte als Régiment Dauphin-Cavalerie in La Basse-Vaivre. Der Verband bestand aus neun Kompanien, von denen eine die Ordonnanz- oder Leibkompanie des Dauphin war. Nach der Unterzeichnung des Friedensvertrages mit Spanien am 2. Mai 1668 wurde das Regiment auf Friedensstand gesetzt und bestand bereits am 14. Mai 1668 nur noch aus einer Kompanie. Bereits am 15. April 1669 wurde der Colonel la Vallière abgelöst. und durch Charles de Lusignan marquis de Saint-Gelais ersetzt.
- 1761: Eingliederung des abgedankten Régiment Dauphin-Étranger cavalerie
- 1791: Umbenennung in 12e régiment de cavalerie
- 1803: Umbenennung in 12e régiment de cuirassiers (Zu diesem Zeitpunkt wurde es um eine Escadron aus dem 20e régiment de cavalerie und zwei Escadrons aus dem 22e régiment de cavalerie verstärkt)
- 1815: In Niort aufgelöst
- 1854: Neuaufgestellt als Régiment de cuirassiers de la Garde Impériale des Second Empire
- 1855: Umbenannt in 1er régiment de cuirassiers de la Garde Impériale (1. Kürassierregiment der kaiserlichen Garde) mit der Unterstützung zur Aufstellung eines zweiten Garde-Kürassierregiments
- 1865: Zusammenlegung mit dem 2e régiment de cuirassiers de la Garde Impériale (2. Kürassierregiment der kaiserlichen Garde) zum Régiment de cuirassiers de la Garde Impériale (Kürassierregiment der kaiserlichen Garde)
- 1871: wieder 12e régiment de cuirassiers
- August 1914: Das 12e régiment de cuirassiers war Teil der „6e brigade de cavalerie“ (6. Kavalleriebrigade) in der „7e division de cavalerie“ (7. Kavalleriedivision).
- Juni 1914: Umbenennung in 12e régiment de cuirassiers à pied (12. Kürassierregiment zu Fuß – Umwandlung in ein Infanterieregiment mit Abgabe der Pferde) und Unterstellung unter die 2e division de cavalerie à pied (2. Kavalleriedivision zu Fuß)
- 1928: Auflösung
- Januar 1940: Aufstellung als 12e régiment de découverte (Aufklärungsregiment)
- 1942: Auflösung
- 1943: Wiederaufstellung

## Uniformen des Ancien Régime

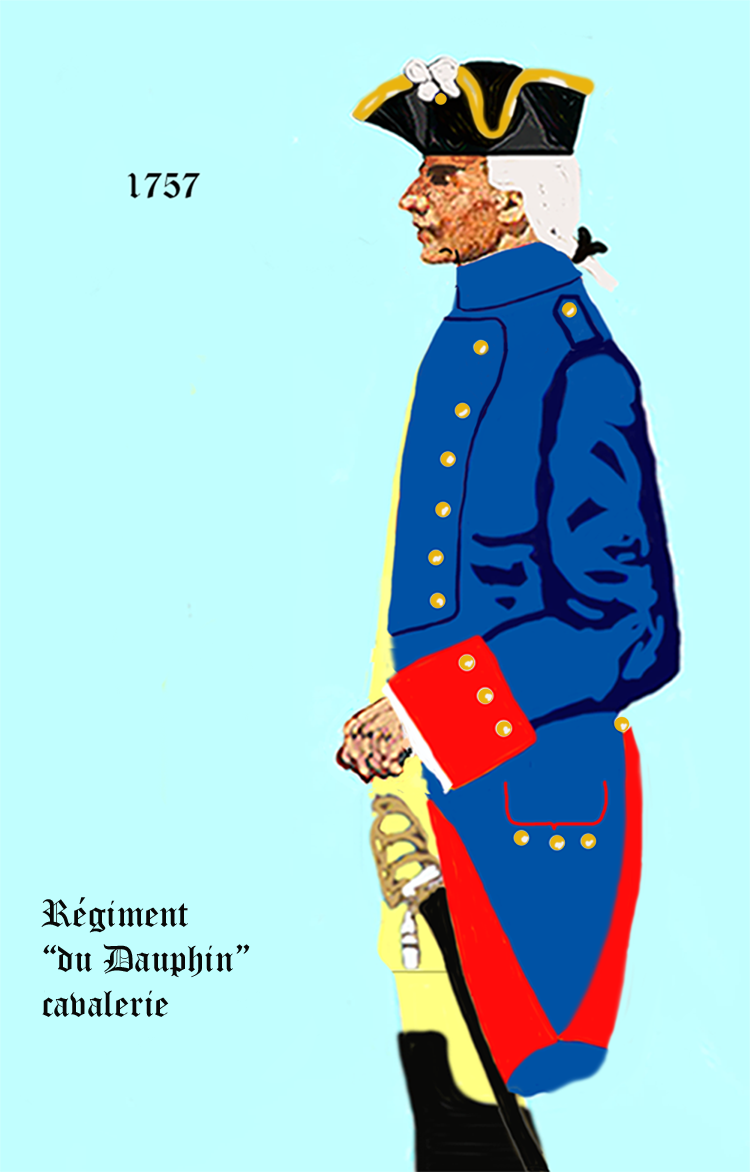
1757
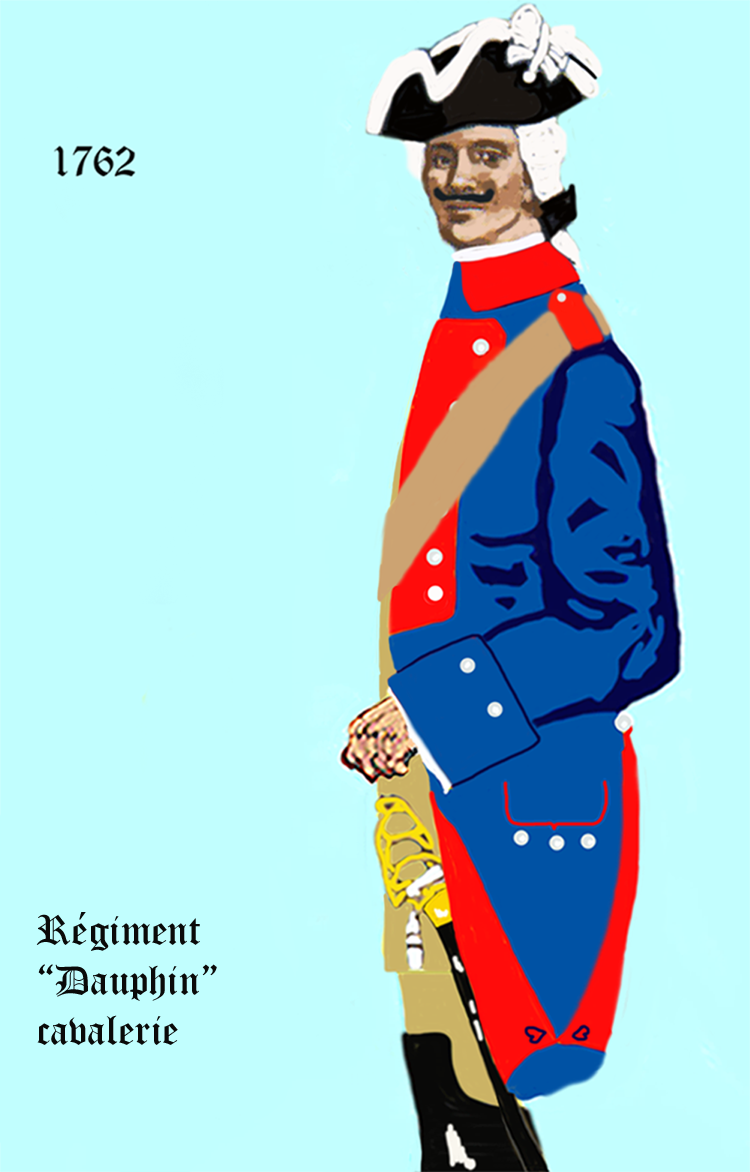
1762
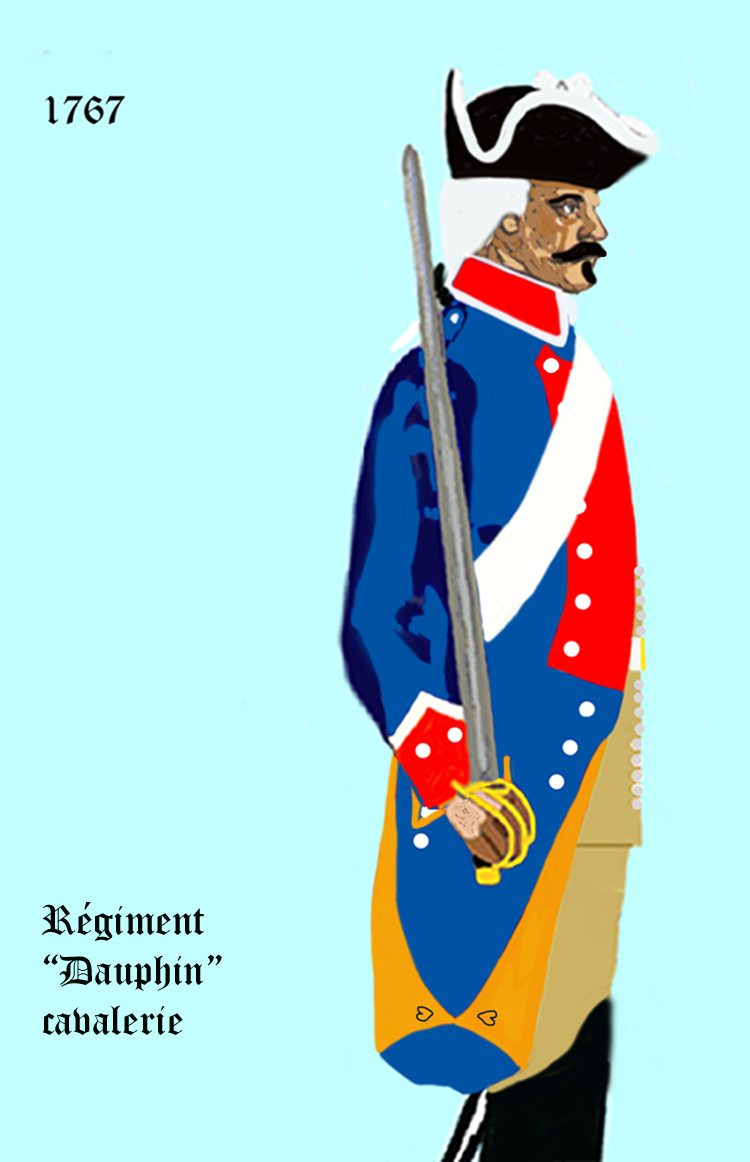
1767
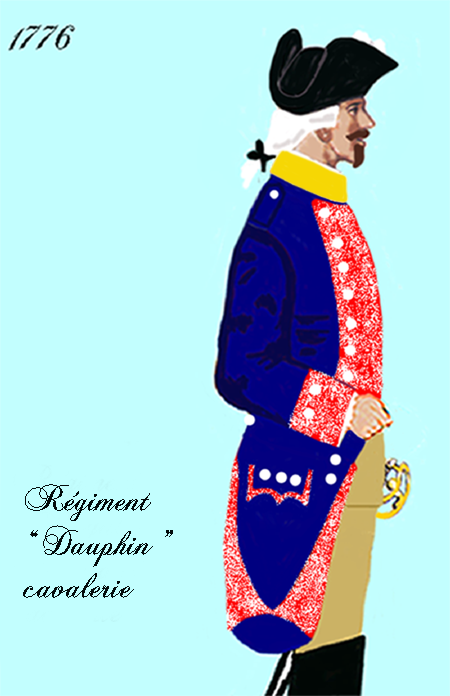
1776–1779
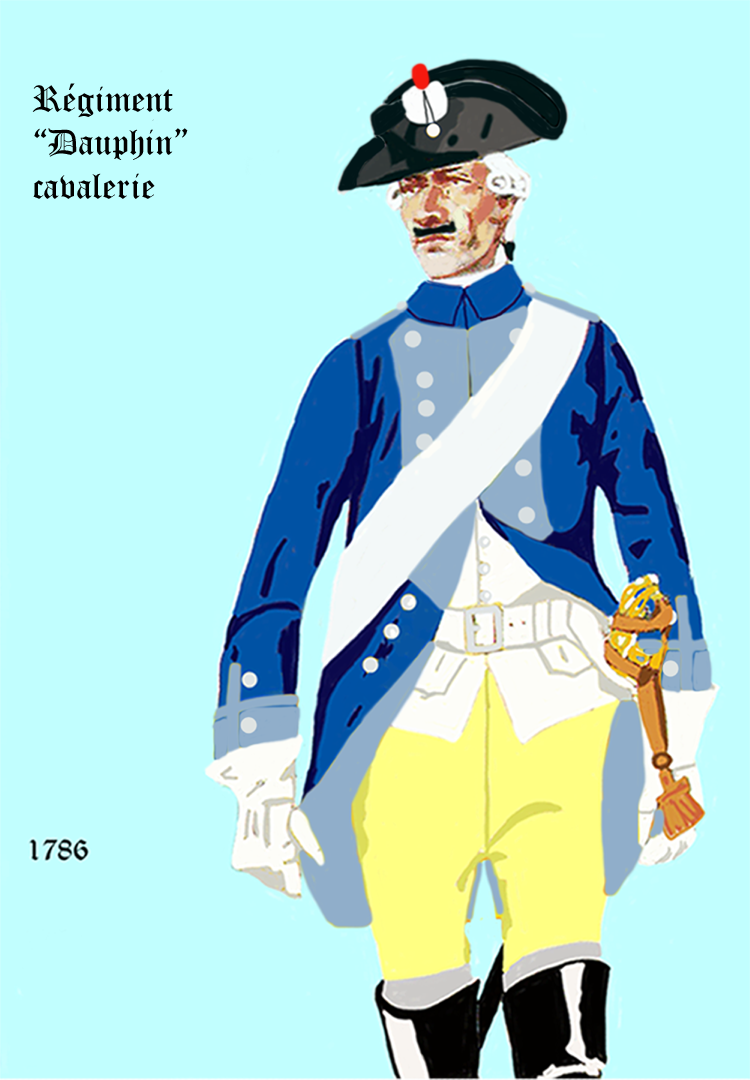
1779–1791

## Mestres de camp/Colonels/Chefs de brigade
Mestre de camp war die Rangbezeichnung für den Regimentsinhaber und/oder den tatsächlichen Kommandanten. Sollte es sich bei dem Mestre de camp um eine Person des Hochadels handeln, die an der Führung des Regiments kein Interesse hatte (wie z. B. der König oder die Königin) so wurde das Kommando dem Mestre de camp lieutenant (oder Mestre de camp en second) überlassen. Die Bezeichnung Colonel wurde von 1791 bis 1793 und ab 1803 geführt, von 1793 bis 1803 verwendete man die Bezeichnung Chef de brigade. Ab 1791 gab es keine Regimentsinhaber mehr.
- 24. März 1668: Mestre de camp en second de La Baume le Blanc, marquis de la Valliere,
- 15. April 1669: Mestre de camp en second Charles de Lusignan, marquis de Saint-Gelais,
- 4. September 1688: Mestre de camp en second Philippe de Valois de Villette, marquis de Murçay,
- 24. Mai 1693: Mestre de camp en second de Wassinghac, marquis d’Imécourt,
- 29. Januar 1702: Mestre de camp en second de Vandeuil, marquis de Clérambaut,
- 1710: Mestre de camp en second César-Emmanuel Colin, marquis de Lessart,
- 1712: Mestre de camp en second en second François, duc d’Harcourt;
- 1716: Mestre de camp en second Bénigne le Rageois, marquis de Bretonvilliers,
- 15. April 1738: Mestre de camp en second marquis de Voluire,
- 3. März 1747: Mestre de camp en second Charles-Louis-René, marquis de Marbeuf,
- 11. Juli 1753: Mestre de camp en second Gabriel Marie de Talleyrand, comte de Périgord,
- 1. März 1763: Mestre de camp en second Louis Hurault, marquis de Vibraye,[Anm 5]
- 18. April 1776: Mestre de camp en second Hippolyte-Jean-René, marquis de Toulongeon,
- 11. November 1782: Mestre de camp en second Félicité-Jean-Louis, comte de Durfort,
- 1. Januar 1784: Mestre de camp en second Alexis-Bruno-Étienne, vidame de Vassé,
- 25. Juli 1791: Colonel Charles-Michel Cordier de Montreuil de Launay de Vallerie,
- 16. Mai 1792: Colonel François Durand Tauzia de la Litterie,
- 26. Januar 1793: Colonel Vrigny,
- 4. November 1793: Chef de brigade Jean-Baptiste Colart,
- 5. Juli 1795: Chef de brigade Jean Verreaux,
- 1. Mai 1796: Chef de brigade dann Colonel Jacques Renard Belfort,
- 27. Dezember 1805: Colonel Joseph Dornés,
- 3. August 1809: Colonel de Curnieu,
- 29. März 1813: Colonel Michel-Jean-Paul Daudiés;
- 22. April 1815:Colonel Charles-Nicolas Thurot,
- 1. Januar 1940 – 10. Juni 1940: Colonel Roger Alexandre Louis Leyer

## Gefechtskalender

### Holländischer Krieg
Mit sechs Kompanien kam das Regiment zu seinem ersten Einsatz im Holländischen Krieg.
- 1672 war es an der Besetzung von Orsoy, Rheinberg und Duisburg beteiligt.
- 1673: Belagerung von Maastricht
- 1674: Schlacht bei Seneffe
- 1675: Dinant, Huy und Limbourg
- 1676: Belagerungen von Condé-en-Brie, Bouchain und Aire, Entsatz von Maastricht
- 1677: Einnahme von Valenciennes und Cambrai
- 1678: Einnahme von Gent und Ypern, Schlacht bei Saint-Denis (1678).
- 1680 stand das Regiment im Artois und während weiterer zwei Jahre an der Saar.

### Reunionskrieg
- 1684: Im Reunionskrieg war das Regiment bei der Belagerung von Luxemburg eingesetzt.

### Pfälzischer Erbfolgekrieg
- 1688: Bei Beginn des Pfälzischen Erbfolgekrieges stand das Regiment im Lager an der Maas, und nahm dann an der Belagerung der Festung Philippsburg teil.
- 1689: Beteiligung an der Versorgung während der Belagerung von Mainz (1689)
- 1690: Ruhestellung am Rhein, danach Verlegung nach Flandern mit der Belagerung von Mons
- 1692: Ruhequartiere entlang der Mosel. Im gleichen Jahr Aufbruch in die Niederlande zur Belagerung von Mons und Charleroi. Teilnahme an der Schlacht bei Steenkerke.
- 1693: Das Regiment verlegte zurück nach Deutschland, wo es bis zum Friedensschluss 1679 verblieb.

### Spanischer Erbfolgekrieg
- 1701: Feldzug nach Italien. Beteiligung an der Schlacht bei Carpi und der Schlacht bei Chiari
- 1702: Schlacht bei Luzzara.
- Das Regiment blieb bei der Armee bis zur Katastrophe von Turin, in der der Regimentskommandeur mestre de camp marquis de MURÇAY tödlich verwundet wurde.

Nach dem Abzug aus Italien wurde das Regiment der Rheinarmee (Armée du Rhin) zugeteilt und unternahm Streifzüge nach Schwaben und nach Franken.
- 1708 nach Flandern abkommandiert kämpfte es in der Schlacht bei Oudenaarde und in der Schlacht bei Malplaquet.
- 1712: Einen Teil des Jahres stand das Regiment am Rhein und führte Gefechte bei Speyer, Worms, Landau und Freiburg im Breisgau

### Krieg der Quadrupelallianz
- 1719: Belagerung von Fontarabie, von San Sebastian und von Roses

### Polnischer Thronfolgekrieg
- 1733 kämpfte das Regiment mit der Italienarmee bei Gera d'Adda und Pizzighetone; im weiteren Verlauf des Jahres stand es bei Tortone, Novara, Colorno, in der Schlacht bei Parma und der Schlacht bei Guastalla.
- 1735 war der Verband bei der Einnahme von Gonzaga, Reggiolo, Revere und Governolo beteiligt. Im September kehrte das Regiment nach Frankreich zurück und nahm in Caen Quartier.

### Erster Schlesischer Krieg
- 1741: Im Ersten Schlesischen Krieg war das Regiment Teil der Maasarmee (de l'armée de la Meuse) unter Marschall Maillebois. Der Verband verließ Givet am 31. August, marschierte nach Westfalen und überwinterte in Münster.
- 1742: Verlegung an die böhmische Grenze mit Überwinterung in Dingolfing
- 1743: Entsatz von Braunau am Inn und Eger (Böhmen). Nach dem Rückzug mehrere Gefechte und Scharmützel in Bayern und am Rhein. Dann Verlegung zur Überwinterung nach Montmédy

### Zweiter Schlesischer Krieg
- 1744: Gefecht bei Saverne und Angriffsgefecht bei Sufflezheim. Einnahme von Freiburg
- 1745: Verlegung nach Italien. Teilnahme an den Belagerungen von Aquileia, Tortone, Novara, Plaisance, Pavia, Alexandrie, Valence und Casal
- 1746: Kämpfe bei Refundo und in der Schlacht bei Piacenza. Überwinterung in der Bourgogne
- 1747: Im Mai Verlegung in das camp de Valence. Überquerung der Alpen und des Var mit Quartiernahme in Lonsle-Saulnier
- 1748: Quartier in Auch
- 1749: Quartier in Issoire und Saarlouis
- 1750: Quartier in Vesoul
- 1751: Quartier in Landau (Pfalz)
- 1752: Quartier in Dole
- 1754: Quartier in Colmar
- 1755: Quartier im camp de Richemont an der Mosel, dann nach Beauvais verlegt

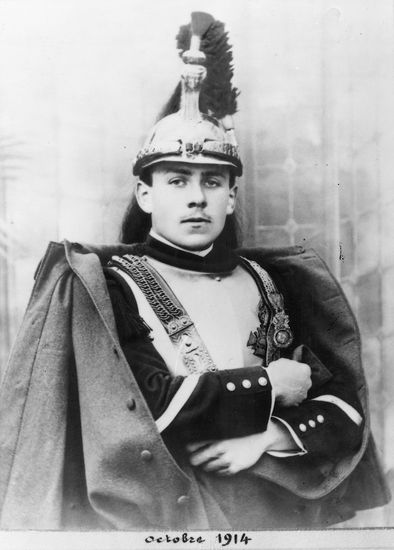
Autor Louis-Ferdinand Céline, maréchal des logis im 12^{e}régiment de cuirassiers

### Dritter Schlesischer Krieg
- 1757: In Lille wurde das Regiment der Armee des Marschall d’Estrées zugeteilt. Schlacht bei Hastenbeck und Kämpfe in Hannover
- 1758: Das Regiment deckte den Rückzug der Armee nach Krefeld und wurde dann zur Auffrischung nach Wassy geschickt.
- 1761 lag der Verband in Mülhausen und in Limbourg.
- 1762: Das Regiment operierte in Deutschland.

Nach dem Friedensschluss wurde das Regiment gemäß der letzten Anordnung vom 6. April 1763 neu aufgestellt. Es erhielt zunächst Garnison in Sedan.
- 1764: in Saint-Mihiel
- 1765: in Straßburg
- 1766: in Vesoul
- 1786: in Thionville
- 1771: in Doullens
- 1772: in Verdun, dann Redon und Pontivy
- 1773: Dóle
- 1775: Dole, Dijon, Schlettstadt
- 1777: Gray (Haute-Saône)
- 1778: Toul
- 1779: Verdun, Guise, Lille, Jussey
- 1780: Straßburg
- 1783: Joigny
- 1788: Besançon
- 1792: Gray

### Revolutionskriege (bei der Rheinarmee)
- 1793: Garnison in Stromberg, Alzey, Brumpt, Haguenau und Gambsheim
- 1794: in Rebutte, Speyer und Schweigenheim
- 1795: Frankenthal
- 1796: Mindelheim, Friedberg (Bayern), Ulm, Schlacht bei Biberach (1796), Gefecht bei Müllheim
- 1799: Belagerung der Festung Philippsburg
- 1800: Schlacht bei Engen, bei Meßkirch und bei Hohenlinden

Dann zunächst Garnison in Belfort, Metz, Mainz, Worms und Zweibrücken

### Erstes Kaiserreich

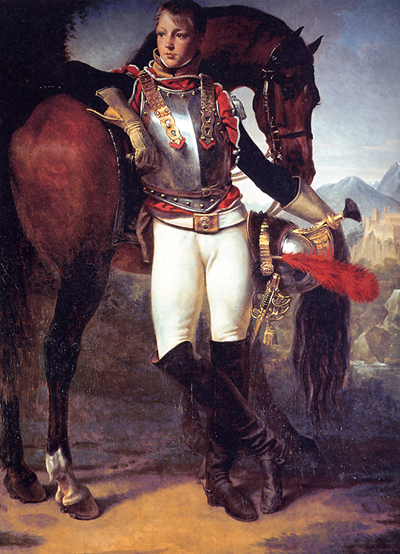
Leutnant Charles Legrand vom 12. Kürassier-Regiment um 1808 (Ölgemälde von Antoine-Jean Gros)

- 1805: mit Kämpfen bei Wertingen, Elchingen, Hollabrunn und Teilnahme an der Schlacht bei Austerlitz (*)[Anm 6]
- 1806: Schlacht bei Jena (*)[Anm 7]
- 1807: Heilsberg und Teilnahme an der Schlacht bei Friedland
- 1809: Schlacht bei Eckmühl, Ratisbonne, Schlacht bei Aspern und Schlacht bei Wagram[Anm 8]
- 1812: Mohilev, Moskau (*) und Winkowo[Anm 9]
- 1813: Schlacht bei Bautzen, Reichenbach, Jauer, Dresden, Wachau und Völkerschlacht bei Leipzig
- 1814: Das Regiment verließ Hamburg und traf im Juli in Lille ein. Dann in La Rothière, Rosnay, Champaubert, Vauchamps, Valjouan, Athies, Reims, Fère-Champenoise, und Paris
- 1815: Das Regiment erhielt vier Kompanien des „14e régiment de cuirassiers“ zugewiesen. In der Ligny und in der Schlacht bei Waterloo stand es an der Spitze der 2. Brigade der 13. Kavalleriedivision – genannt Division Wathier im „4e corps de cavalerie“ (4. Kavalleriekorps) unter dem Général de division comte Edouard Jean Baptiste Milhaud.

Mit der Restitution des Königreichs aufgelöst, wurden die Angehörigen des Regiments in das neuerrichtete „2e régiment de cuirassiers royal“ eingegliedert.

### Zweites Kaiserreich

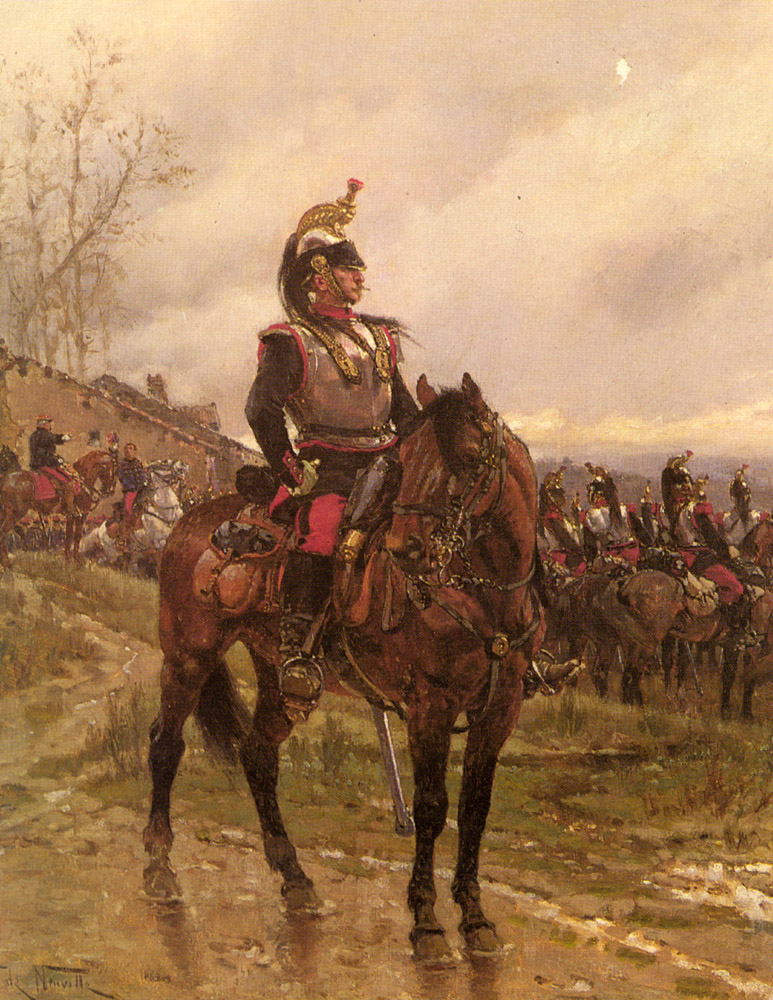
Kürassier des zweiten Kaiserreiches um 1870

- 1859: Teilnahme an der Schlacht bei Solferino

### Deutsch-Französischer Krieg
Im Deutsch-Französischen Krieg gehörte das Regiment mit der Garde zur Armée du Rhin. Es kam nur in einigen kleineren Scharmützeln zum Einsatz, kämpfte dann in der Schlacht von Sedan und musste anschließend kapitulieren.

### Erster Weltkrieg
Garnison war zu diesem Zeitpunkt Rambouillet. Nach Kriegsbeginn wurden die Pferde abgegeben und die Einheit in ein Kavallerie-Schützenregiment (12e régiment de cuirassiers a pied) umgewandelt. Das Regiment kämpfte an der Marne bei Poelkapelle und Bixschoote, bei Ypern, in der Champagne und an der Ailette. Zeitweilig gehörte das Regiment zu den Verteidigern des Fort de la Pompelle bei Reims.
Im April 1918 wurde das Croix de guerre an das Fahnenband der Standarte geheftet und am 20. Januar 1919 erhielt es in Mainz die dazugehörende fourragère.
Im September 1918 hat das Regiment 1166 Gefangene eingebracht, davon 19 Offiziere. Dies brachte ihm eine lobende Erwähnung im Armeebefehl (Ordre n° 13.560) vom 27. September 1918 ein.
Am 19. August 1919 wurde das verbliebene Personal des aufgelösten 2e régiment de cuirassiers eingegliedert.

### Zweiter Weltkrieg

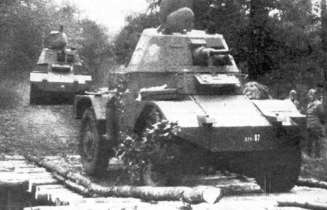
Automitrailleuse (Spähpanzer) „Panhard P178“

- Januar 1940: „Régiment de découverte“ (Aufklärungsregiment) der „3e division légère mécanique“ (3. Leichten Mechanisierten Division) ausgerüstet mit Spähpanzern (Automitrailleuses „Panhard P178“ und Motorrädern vom Typ Gnôme et Rhône). Teilnahme an den Abwehrkämpfen in der Schlacht bei Hannut (Belgien).
- Ende 1940: Gekadert in Orange als Teil der Waffenstillstandsarmee
- 1942: Auflösung der Waffenstillstandsarmee
- 1943: Wiederaufstellung als Panzerregiment in Nordafrika aus dem „12e régiment de chasseurs d'Afrique“ (12. Regiment Afrikanischer Jäger) und der „2e division blindée“ (2. Gepanzerte Division) zugeteilt

Im Frühjahr 1945 war das Regiment der Armee von General Larminat zugeteilt und bekämpfte die verbliebenen deutschen Widerstandsnester an der Atlantikküste.

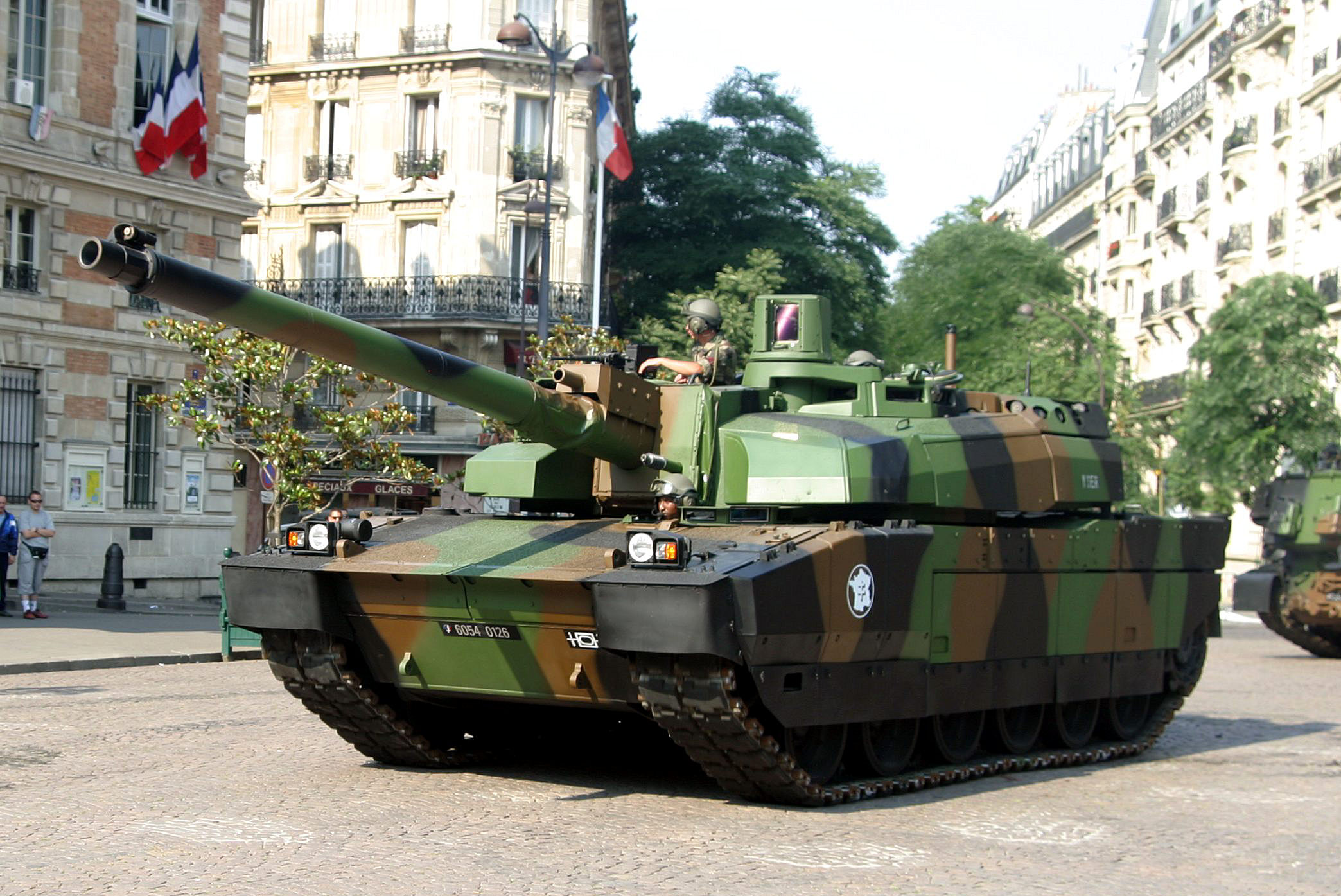
Kampfpanzer Leclerc

## Ausstattung und Einheiten 2015
- 60 Char Leclerc – Kampfpanzer.
- 54 Véhicules blindés légers (VBL) – leichte Radpanzer.
- 04 VBL MILAN – VBL mit MILAN.
- 06 Véhicules de l'avant blindés (VAB) T20 – 13. Transportpanzer
- 39 Véhicules légers tout terrain (VLTT) P4.[Anm 10]
- 5 Escadrons

3 Kampfescadrons mit Panzer Leclerc
1 Aufklärungsescadron
1 Stabs- und Versorgungsescadron
1 Reservveescadron

## Auszeichnungen des Regiments

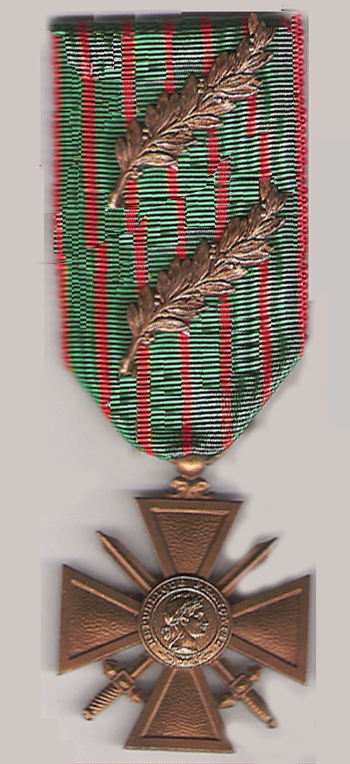
Croix de guerre 1914–1918 mit zwei Palmenzweigen
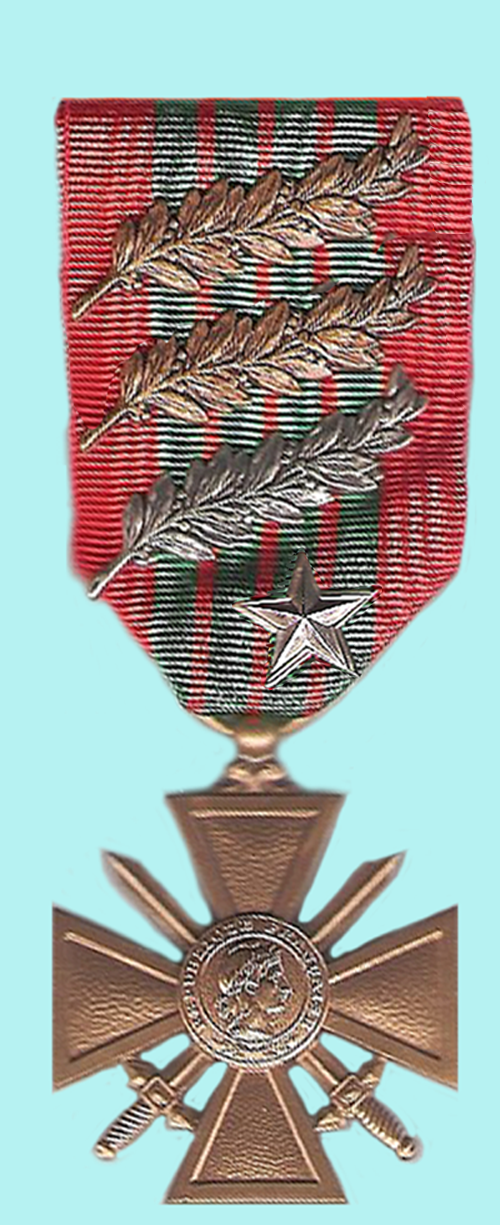
Croix de guerre 1939–1940 mit drei Palmenzweigen und einem silbernen Stern
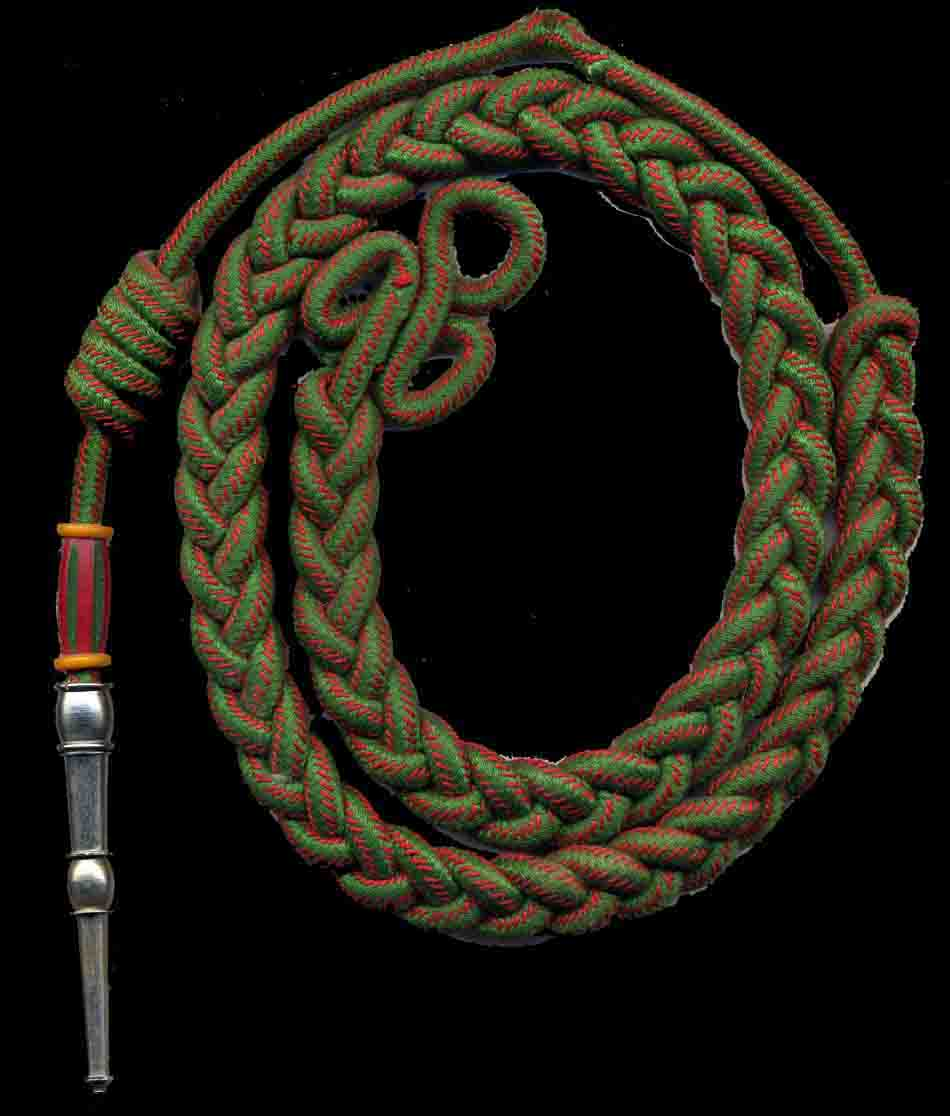
Fourragère für das Croix de guerre 1914–1918 mit der Olive für das Croix de guerre 1939–1945
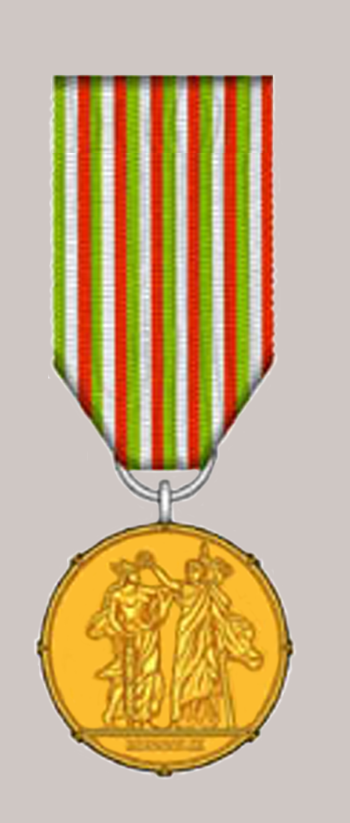
Goldmedaille der Stadt Mailand
Presidential Unit Citation